# سریف
|  | قلم سنزسریف                          |
|  | قلم سریف                             |
|  | سریف‌ها با رنگ قرمز نشان داده شده‌اند. |

سِریف (به انگلیسی: Serif) یک اصطلاح است برای اشاره به قلم‌هایی در تایپوگرافی که در قسمت‌های پایانی هر حرف یک کشیدگی کوچک و اضافه وجود دارد. برای نمونه می‌توان به تفاوت در نمایش حرف T در قلم Times New Roman (قلم سریف) و T در  Arial (یک قلم سنزسریف) اشاره کرد.

## مقایسهٔ سریف و سنزسریف
هرچند بسیاری از افراد قلم‌های سنز-سریف را به علت ظاهر تمیزتر ترجیح می‌دهند، برخی تحقیقات نشان‌دهندهٔ راحت‌تر بودن چشم انسان با قلم‌های سریف هستند و معمولاً از قلم‌های سریف برای نوشتارهای بلند و از قلم‌های سنز-سریف برای نوشتارهای کوتاه‌تر استفاده می‌شود.
با این وجود همچنان در زمینهٔ استفاده از قلم‌های سریف و سنز-سریف برای متن اصلی یک نوشتار اختلاف نظر وجود دارد. یکی از تحقیقات که در این زمینه انجام‌شد مربوط به Colin Wheildon در دههٔ ۱۹۹۰ است که در آن به این نتیجه رسید که از میان ۱ میلیون خواننده، ۶۷۰ هزار نفر هنگام خواندن متن چاپ‌شده با قلم‌های سریف به درک کاملی از آن دست پیدا می‌کردند، اما هنگام استفاده از قلم‌های سنزسریف تنها ۱۲۰ هزار نفر مفهوم متن را کامل درمی‌یابند. با وجود اینکه این تحقیق قلم‌های سریف را برای خواندن مناسب‌تر می‌داند، اما برای نمایشگرهای رایانه‌ای استفاده از قلم سنزسریف بیشتر توصیه می‌شود. همچنین تحقیق دیگری در دانشگاه کارنگی ملون در زمینهٔ ترجیح کاربران به این نتیجه رسید که اکثراً قلم‌های سنز-سریف را برای متون فنی و قلم‌های سریف را برای داستان‌های کوتاه می‌پسندند. با این وجود باید توجه داشت که بین زیبایی‌شناسی و ترجیح کاربران با قدرت انتقال مفهوم تفاوت وجود دارد.